# إليوت ديفيدسون
إليوت ديفيدسون (بالإنجليزية: Elliott Davidson)‏ هو راكب الكنو أيرلندي، ولد في 30 أكتوبر 1994 في ماكليسفيلد في المملكة المتحدة.